# Maciej Łobodzki

Jastrzębiec

Maciej Łobocki (Łobodzki) herbu Jastrzębiec (ur. po 1490 prawdopodobnie w Łobudzicach, zm. 3 sierpnia 1533 w Krakowie) – archidiakon gnieźnieński, kanonik poznański i dziekan łęczycki, radca królów węgierskich.
Pochodził z miejscowości Łobudzice w województwie łódzkim, która była gniazdem rodowym Łobockich.